# Enver Palalić
Enver Palalić (Travnik, 14. kolovoza 1945.) bosanskohercegovački je fotograf. 

## Životopis
Rodio se je u Travniku. Obitelj je imala fotografsku tradiciju. Izučio fotografski obrt kod majstora studijske fotografije Hazima Hadžiemrića u Travniku, zatim u Zagrebu Foto Globus kod Ljubice Topić, te Foto Optik u Sarajevu. Radio je u Zenici Foto Atelijer, pa se vratio u Travnik gdje je fotografirao u Remontnom zavodu. Godine 1967. u Vitezu osniva samostalni foto studio Foto Enver, a 1991. još jedan studio i fotolaboratorij u rodnom Travniku, Foto Centar gdje ostaje do umirovljenja.
Nakon umirovljenja preselio se je u Zagreb gdje je i dalje ostao fotografirati. Zabilježio je svaku urbanu promjenu i obične ljude ikone grada. Suradnik je novinskih agencija i listova: HINE, Tjednika, Danasa, Panorame, Naše riječi, Romano them, Oslobođenje.[nedostaje izvor] Postavio je nekoliko izložbi fotografija. Prevladavaju bosanski i zagrebački motivi, vremenom i istarski, a interes širi na druge države: Sloveniju, Njemačku, Francusku, Italiju, Austriju, Mađarsku, Srbiju, Kosovo.

## Izložbe
- U Zagrebu je 2009. u BNZ postavio Izložbu "Pogled na Zagreb".
- U Zaboku 2011. ima treću samostalnu izložbu ''Gradske priče''.[1]
- U Donjoj Stubici 2011. u Galeriji ''Stub-klub'' postavio Izložbu pod naslovom ''Agram''[2]
- U Zagrebu je 2016. u BNZ postavio Izložbu ''Bosnom hodim'', koja je prva iz serijala toga naslova
- U Buzetu 2017. u BNZ je postavio Izložbu ''Bosno moja''
- U Zagrebu 2017. u Galeriji Ericsson je postavio Izložbu ''Kroz Bosnu''[3]
- U Fažani je 2022. postavio svoju samostalnu Izložbu fotografija ''Ljeta u Fažani''.[4]
- U rodnom Travniku u prostorijama Zavičajnog muzeja u povodu manifestacije Dani dijaspore postavio svoju samostalnu izložbu ''Bosnom hodim 2'', drugu iz serijala pod istim naslovom,[5] dok je treća također već spremna za postavljanje.[6]
- U Vodnjanu je u listopadu 2022. postavio svoju samostalnu Izložbu fotografija ''Šetnja kroz Vodnjan-Dignano''.[7]
- U Zagrebu je 1. ožujka 2023. u povodu Dana nezavisnosti BiH u prostorijama BNZ postavio još jednu svoju samostalnu izložbu ''Bosnom hodim 3'', koja je treća iz serijala sa tim naslovom.[8]
- U Travniku je 1. kolovoza 2023. u povodu manifestacije Dani dijaspore postavio izložbu fotografija ''Bosnom hodim 4'', koja je četvrta iz serijala s ovim naslovom. Izložio je 70 fotografija formata 30 x 45 cm.[9]
- U Vodnjanu je 16. rujna 2023. u Galeriji El Magazinen otvorena Izložba ''Sous le ciel de Paris'' sa 62 fotografije formata 30 x 45 cm.[10][11]
- U Zagrebu 23. siječnja 2024. u Fotoklubu Zagreb održava je prezentacija fotografija ''Kamerom kroz Istru''[12]
- U Travniku je u sklopu godišnje manifestacije Dani dijaspore 31. srpnja 2024. u Domu za kulturu otvorena Izložba fotografija "Gradovi rođenja, odrastanja i inspiracija Ive Andrića".[13]
- U Travniku je 15. kolovoza u Gradskoj biblioteci Ivo Andrić predstavljena knjiga Travnik u Retrovizoru autora Envera Palalića.
- U Zagrebu je 28. siječnja 2025. u Kulturno-informativnom centru Veleposlanstva Bosne i Hercegovine predstavljena knjiga Travnik u Retrovizoru i izložba fotografija Gradovi rođenja, odrastanja i inspiracija Ive Andrića.[14]